# Jason Segel
Jason Jordan Segel (n. 18 ianuarie 1980, Los Angeles, California) este un actor american, scenarist, compozitor și cântăreț. Este cel mai cunoscut pentru serialele Freaks and Geeks și Undeclared produse împreună cu  Judd Apatow și filmele Forgetting Sarah Marshall; Knocked Up; I Love You, Man; Gulliver's Travels; Bad Teacher; Despicable Me; The Muppets și The Five-Year Engagement. De asemenea este foarte cunoscut pentru rolul lui Marshall Eriksen în sitcom-ul CBS How I Met Your Mother.
1. ↑  CONOR.SI[*] Verificați valoarea |titlelink= (ajutor)